# Ignazio Chiarelli
Ignazio Chiarelli (Mel, 7 febbraio 1888 – Mel, 8 dicembre 1968) è stato un avvocato e politico italiano.

## Biografia
Oltre alla carriera politica e alla professione di avvocato, Chiarelli è noto in ambito regionale per le sue eleganti composizioni poetiche in dialetto bellunese.

## Produzione
Le sue poesie sono raccolte in vari volumi pubblicati tra gli anni '80 e 2000
Una delle sue composizioni più celebri che evidenzia le sensazioni e suggestioni del territorio zumellese
LA VALBELLUNA
Qua l’è ‘l me mondo,
in medo a sta val
che de istà col so verdo
e col so bianch de inverno
senpro, gaiòsa la gnen a lassàrme
tei òci ‘na careza,
che morbida sul cor la me riva
infassàndolo de chiéte.
Dentro al san de la so aria calma,
co ‘l sol l’è fora,
l’à ‘l viso fresch de le nostre spose
e, sot le stèle, inarzentàda,
l’à ‘l serén de ‘n nostro bocia,
quàn che ‘l ride indormenzà.
Dal girotondo de le so alte zime:
Pizoch, Coldemòi, Tomàdego e Serva,
zo fin al piàn
andòve, turchina, passa la Piave,
l’è tut che incanta e invìda a cantàr.
Me la verde de spes e me la scolte
senpro pì ben ghe vòi
e la val la me capisse;
basta che syu ‘n balcçn mi reste an fià
che ‘n baso la me s-ciòca
lassàndome inmagà.